# Símbols Banpo

Símbols Bànpō. Segons Yu Shengwu (于省吾), × = 五 (cinc), ＋ = 七 (set), = 十 (deu), = 二十 (vint), Ｔ = 示 (veure)，↑ = 矛 (llança)

Els símbols Banpo (en escriptura xinesa, 半坡陶符) és el nom donat a una sèrie de 27 marques trobades sobre objectes prehistòrics, descoberts en les excavacions arqueològiques de Banpo, a Shaanxi, relacionades amb la cultura de Yangshao. Aquestes marques s'han trobat també en altres jaciments de la cultura de Yangshao, a Shaanxi.
Les marques podrien estar vinculades a l'escriptura que apareix en els ossos oraculars xinesos, si bé aquesta opinió és qüestionada, i s'afirma que aquests senyals no constitueixen una forma d'escriptura.
La major part dels fragments en què es troben mostren una única marca, o dues en alguns casos, i s'han datat de ca. 4000 ae.